# Masters 1973 (tennis)
De Masters 1973 in tennis werden van 4 tot en met 8 december 1973 gehouden in de Hynes Auditorium in Boston. Er werd indoor op hardcourtbanen gespeeld. Het deelnemersveld bestond uit de beste acht spelers.
Ilie Năstase won zijn derde titel door in de finale Tom Okker te verslaan. De toernooizege leverderde $15.000 aan prijzengeld op.

## Speelschema

#### Blauwe Poule
|               |               | score         |
| ------------- | ------------- | ------------- |
| Ilie Năstase  | John Newcombe | 7-5, 6-3      |
| Jan Kodeš     | Tom Gorman    | 6-3, 3-6, 6-3 |
| Ilie Năstase  | Jan Kodeš     | 6-4, 2-6, 6-4 |
| John Newcombe | Tom Gorman    | 3-6, 6-2, 6-2 |
| John Newcombe | Jan Kodeš     | 6-4, 6-1      |
| Tom Gorman    | Ilie Năstase  | 6-4, 6-1      |

| Nr. | Speler        | Wedstrijd w-v | Sets w-v | Games w-v |
| --- | ------------- | ------------- | -------- | --------- |
| 1   | Ilie Năstase  | 2-1           | 4-3      | 32-34     |
| 2   | John Newcombe | 2-1           | 4-3      | 35-28     |
| 3   | Jan Kodeš     | 1-2           | 3-5      | 34-35     |
| 4   | Tom Gorman    | 1-2           | 4-4      | 34-35     |

- Rangschikking gebaseerd op aantal gewonnen wedstrijden, gevolgd door onderling resultaat.

#### Witte Poule
|               |                | score         |
| ------------- | -------------- | ------------- |
| Tom Okker     | Stan Smith     | 7-6, 6-3      |
| Jimmy Connors | Manuel Orantes | 6-3, 6-2      |
| Tom Okker     | Manuel Orantes | 6-1, 6-3      |
| Jimmy Connors | Stan Smith     | 6-0, 3-6, 7-6 |
| Stan Smith    | Manuel Orantes | 7-5, 4-6, 6-3 |
| Tom Okker     | Jimmy Connors  | 7-5, 6-3      |

| Nr. | Speler         | Wedstrijd w-v | Sets w-v | Games w-v |
| --- | -------------- | ------------- | -------- | --------- |
| 1   | Tom Okker      | 3-0           | 6-0      | 38-21     |
| 2   | Jimmy Connors  | 2-1           | 4-3      | 36-30     |
| 3   | Stan Smith     | 1-2           | 3-5      | 38-43     |
| 4   | Manuel Orantes | 0-3           | 1-6      | 23-41     |

### Eindfase
|  | Halve finale | Halve finale  | Halve finale | Halve finale | Halve finale |              |   | Finale | Finale | Finale | Finale | Finale | Finale | Finale |
|  |              |               |              |              |              |              |   |        |        |        |        |        |        |        |
|  |              | Ilie Năstase  | 6            | 7            |              |              |   |        |        |        |        |        |        |        |
|  |              | Jimmy Connors | 3            | 5            |              |              |   |        |        |        |        |        |        |        |
|  |              | Jimmy Connors | 3            | 5            |              | Ilie Năstase | 6 | 7      | 4      | 6      |        |        |        |        |
|  |              |               |              |              |              | Ilie Năstase | 6 | 7      | 4      | 6      |        |        |        |        |
|  |              |               | Tom Okker    | 3            | 5            | 6            | 3 |        |        |        |        |        |        |        |
|  |              | John Newcombe | Tom Okker    | 3            | 5            | 6            | 3 | 6      | 5      | 5/o    |        |        |        |        |
|  |              | John Newcombe |              |              |              |              |   | 6      | 5      | 5/o    |        |        |        |        |
|  |              | Tom Okker     | 3            | 7            | 3            |              |   |        |        |        |        |        |        |        |